# 450 Brigitta
A 450 Brigitta (ideiglenes jelöléssel 1899 EV) a Naprendszer kisbolygóövében található aszteroida. Maximilian Franz Joseph Cornelius Wolf és Friedrich Karl Arnold Schwassmann fedezte fel 1899. október 10-én.